# Dunglass Collegiate Church
Dunglass Collegiate Church is (de ruïne van) een stiftkerk uit de vijftiende eeuw, gesticht door Sir Alexander Hume,
gelegen 1,6 kilometer ten noordwesten van Cockburnspath in de Schotse regio East Lothian.

## Geschiedenis
Dunglass Collegiate Church werd in 1444 gesticht door Sir Alexander Hume en werd bevestigd in 1450 door zowel Jacobus II als de paus. De kerk werd gewijd aan de Maagd Maria. De kerk werd bediend door een provoost, drie kapelaans en vier koorknapen. Zij hadden tot taak te bidden voor de ziel van Sir Alexander, zijn vrouw en zijn familie. Aan de kerk was een armenhospitaal verbonden, gewijd aan de Maagd Maria en Johannes de Doper.
In 1544 hielden de Schotten de kerk tegen het Engelse leger van Hendrik VIII.
Ten tijde van de reformatie in 1560 was het aantal kapelaans al uitgebreid tot twaalf. Met de reformatie werden alle stiften in Schotland effectief opgeheven. Bijbelse versieringen en beelden werden verwijderd uit de kerk. Er werden geen missen meer opgedragen. De kerk werd in de achttiende eeuw gebruikt als paardenstal. Hiervoor was het grote oostraam verwijderd uit de kerk om een grote poort te maken.
In 1807 werden de landerijen en de kerk gekocht door de antiquair Sir James Hall, die het nabijgelegen Dunglass House bouwde. De familie Hall richtte het zuidelijke transept van de kerk in als mausoleum. In 1919 kocht de familie Usher de kerk. Zij herbouwden Dunglass House in de jaren vijftig van de twintigste eeuw nadat het landgoed in 1947 door een brand was verwoest.

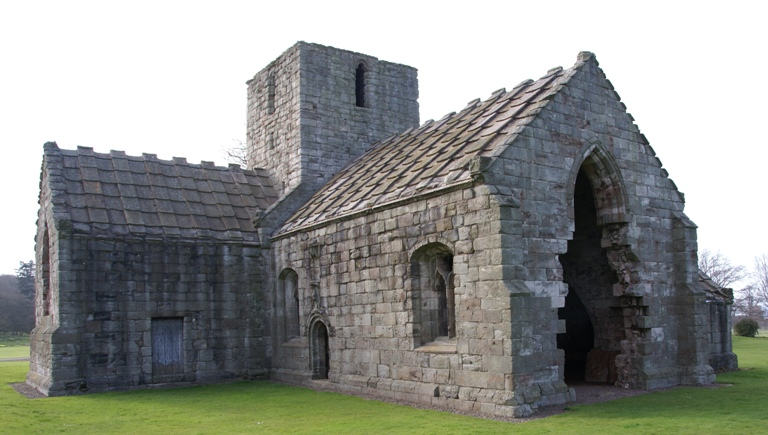
In de achttiende eeuw was het oostraam (rechts op de foto) verwijderd om een grotere ingang te hebben voor de paarden, die in de kerk werden gestald.

## Bouw
Dunglass Collegiate Church is kruisvormig en heeft een gewelfd schip, koor en transepten. De kerk is gebouwd van grijze zandsteen. De daken bestaan uit stenen pannen.
Aan de noordkant van het koor lag de sacristie, die tevens de tombes van de overleden familieleden bevatte. De centrale toren en de transepten zijn een toevoeging uit de latere vijftiende eeuw.
Na de reformatie in 1560 werd de kerk als stal gebruikt. Hiervoor werd het grote oostraam verwijderd zodat paarden naar binnen konden.

## Beheer
Dunglass Collegiate Church wordt beheerd door Historic Environment Scotland.